# 巴陵县
巴陵县，中国旧县名。
西晋太康元年（280年），析长沙郡下雋县置。传说夏后羿斩巴蛇于洞庭，积骨如丘陵，故名。治所在今湖南岳阳。晋朝以后历为建昌郡、巴陵郡、巴州、岳州、岳州路、岳州府等治所。1913年改名岳阳县。

## 历代地方官

### 明朝
- 巴陵县知县
  - 郎子文，洪武朝任。
  - 邵　棠，新城县人，永樂朝任。
  - 康彥民，江西泰和县人，永樂朝任。
  - 秋　成，宣德朝任。
  - 王　維，太和县人，宣德朝任。
  - 張　善，宣德朝任。
  - 秦　庸，宣德朝任。
  - 劉　翀，天順朝任。
  - 鄧　通，天順朝任。
  - 袁　綱，成化朝任。
  - 胡　文，成化朝任。
  - 黃　崧，成化朝任。
  - 施　裕，太仓卫人，成化朝任。
  - 高彥峯，成化朝任。
  - 滕　卓，弘治朝任。
  - 季　恒，六合县人，鄉貢，弘治朝任。
  - 舒　珪，进贤县人，鄉貢，弘治朝任。
  - 程懷英，弘治朝任。
  - 馬　圖，弘治朝任。
  - 何景韶，信阳县人，弘治朝任。
  - 王　時，正德朝任。
  - 杜　昂，丹徒县人，監生，正德朝任。
  - 吳伯深，上元县人，鄉貢，正德朝任。
  - 林　豫，莆田县人，進士，正德朝任。
  - 陳伯英，正德朝任。
  - 洪萬立，內江县人，進士，嘉靖朝任。
  - 朱　屏，漢州人，進士，嘉靖朝任。
  - 江　滿，進賢人，進士，嘉靖朝任。
  - 洪　開，莆田县人，鄉貢，嘉靖朝任。
  - 李　玖，豐城縣人，監生，嘉靖朝任。
  - 詹從方，遵化县人，監生，嘉靖朝任。
  - 余夢說，广安州人，進士，嘉靖朝任。
  - 許　蟠，吉水县人，鄉貢，嘉靖朝任。
  - 高　崶，大理县人，進士，嘉靖朝任。
  - 熊世芳，嘉靖朝任。
  - 牟　蓁，巴縣人，進士，嘉靖朝任。
  - 司馬初，会稽县人，進士，嘉靖朝任。
  - 程師孟，昆明县人，鄉貢，嘉靖朝任。
  - 沈　聞，巴縣人，鄉貢，嘉靖朝任。
  - 李之珍，什邡县人，進士，嘉靖朝任。
  - 魏仕賢，巴縣人，進士，嘉靖朝任。

### 清朝
- 巴陵县知县（县丞驻杨林街）
  - 吕裕安，北京大兴县人，1838年任。
  - 沈履正，北京大兴县人，1843年任。
  - 王汝浵，河南信阳县人，1847年署。
  - 王逢吉，陕西长安县人，1849年署。
  - 胡方古，安徽桐城县人，1949年署。
  - 周　焜，贵州安化县人，1852年代。
  - 王怡善，浙江上虞县人，1852年署。
  - 陈正义，浙江山阴县人，1853年署。
  - 姚德普，浙江钱塘县人，1853年代。
  - 朱元燮，浙江钱塘县人，1853年署。
  - 姚恩布，1854年代。
  - 椿　龄，1854年署。
  - 黄兆源，湖北沔阳县人，1856年署。
  - 惠　庆，1860年兼理。
  - 张奉祥，河南固始县人，1860年任。
  - 陈兆骧，广西人，1863年任。
  - 翟宗发，安徽泾县人，1864年署。
  - 盛一朝，江西永兴县人，1865年署。
  - 吴元纲，江苏人，1867年署。
  - 严鸣琦，广西马平县人，1868年署。
  - 潘兆奎，安徽泾县人，1870年任。
  - 李玉森，1873年任。
  - 任懋绩，湖北江夏人，1876年署。
  - 姚诗德，广东番禺人，1877年署。
  - 潘兆奎，安徽泾县人，1878年复任。
  - 郑桂星，河南固始县人，1879年任。
  - 黄世煦，湖北江陵县人，1882年署。
  - 刘华邦，江西太和县人，1883年任。
  - 沈锡周，四川新繁县人，1885年任。
  - 党铭新，1886年署。
  - 余在田，江西义宁县人，1887年署。
  - 周至德，四川南部县人，1888年任。
  - 王祖荫，1890年署。
  - 陈濬书，1891年-1894年在任。
  - 周至德，1895年任。
  - 陈关萃，1896年-1897年3月在任。
  - 周至德，1897年-1900年8月在任。
  - 鲁　晋，1900年-1902年4月在任。
  - 庆　瑞，蒙古正蓝旗人，1902年-1902年12月在任。
  - 申锡绶，1902年12月-1903年7月在任。
  - 陈庆森，1903年任。
  - 何德懋，四川新津县人，1906年-1907年4月在任。
  - 胡国昌，浙江山阴县人，1907年署。
  - 李见荃，河南林县人，1907年署。
  - 梁鸿藻，1908年补。

### 中华民国
- 巴陵临时事务所所长
  - 刘光谦，湖南巴陵人，1911年10月任。
- 巴陵行政厅厅长
  - 何陶，湖南醴陵人，1911年11月任。